# Славковський потік (притока Ториси)
Славковський потік (словац. Slavkovský potok) — річка в Словаччині, права притока Ториси, протікає в округах Левоча і Сабінов.
Довжина — 14.3 км. Витік знаходиться в масиві Левоцькі гори — на висоті приблизно 850 метрів (схил гори Голя). Протікає територією сіл Ордзовани; Брутовце; Біяцовце; Вишній Славков; Нижній Славков; Брезовичка та Брезовиця
Впадає у Торису на висоті приблизно 443 метри.
Притоки
- праві
  - Подпроч
  - Міхалічка
  - Чорний мочар
  - Висоцький потік
  - безіменні
- ліві
  - безіменні
  - Ровінка
  - Кунішовський потік
  - Срібний потік